# 热血
《热血》（韓語：뜨거운 피）是一部2022年上映的韩国犯罪电影。這是《高齡化家族》原作者千明關执导的首部電影，由郑宇、金甲洙、崔武成、池承炫、李洪耐主演，该片根据金彦洙作家在第22届韩戊淑文学奖上获奖的同名长篇小说改编，以坐落于釜山码头——“九岩”上的“万里长酒店”为舞台，讲述了一个黑社会组织内部为了生存和生计而充斥着背信弃义，诡计多端，尔虞我诈，卑鄙下流的人类群像的故事。

## 剧情介紹
孙老（金甲洙饰）是釜山附近一个小码头九岩的地头蛇，熙修（郑宇饰）跟随孙老已有多年，一心梦想发财的他一直以来却毫无作为，每天重复着单调的混混生活。1993年，帮派“永道帮”为了扩张势力而物色新的地盘，向来远离外人视线的九岩成为了永道帮的目标。永道帮中的重要人物哲镇（池承炫饰）是熙修的老友，为了吞并九岩，哲镇开始秘密接触熙修。本就希望出人头地的熙修陷入了挣扎，九岩的宁静被打破，成为热血帮派之争的战场。

## 演员

### 主要人物
- 郑宇 饰演 朴熙修
- 金甲洙 饰演 孙老
- 崔武成 饰演 勇江
- 池承铉 饰演 哲镇
- 李弘耐 饰演 军人

### 其他人物
- 金海坤 飾演 陽東
- 尹智慧 饰演 仁淑
- 郑昊彬 饰演 千达浩
- 金宗久（朝鲜语：김종구 (배우)） 饰演 南会长
- 李英錫 飾演 達子
- 車順裴 飾演 玉社長
- 许栋元 饰演 多达里
- 李浩哲 飾演 短歌
- 李成宇（朝鲜语：이성우 (배우)） 饰演 正培
- 裴明振 飾演 大英
- 鄭基燮 飾演 黃
- 金江日 飾演 朴家
- 成洛慶 飾演 浩仲
- 玄奉植 飾演 大棋
- 柳順雄 飾演 蔡議員
- 崔洪日 飾演 韓社長
- 白秀熙 飾演 珍妮
- 許智元 飾演 輝江
- 楊熙明 飾演 碩基
- 鄭榮祿 飾演 馬那
- 尹大烈 飾演 智浩
- 崔光濟 飾演 屎哲
- 楊志洙 飾演 千達浩姪子
- 徐正宇 饰演 腾哲
- 申美英 飾演 路邊攤女主人

### 特別出演
- 尹帝文 飾演 洪債主
- 郑英珠 饰演 尹女士

## 製作及記事
- 本片於2019年3月28日開拍，7月22日殺青。
- 這是金甲洙時隔5年的電影作品。
- 電影上映前曾被開玩笑說是申元浩PD宇宙，因為主演演員中多數出演過其執導的請回答系列電視劇和《機智醫生生活》。
- 本片在2022年7月受邀參加第21屆紐約亞洲電影節（英语：21st New York Asian Film Festival）並在美國舉行首映。[3]

## 奖项
| 年份 | 頒獎禮               | 獎項                   | 提名者 | 結果 |
| ---- | -------------------- | ---------------------- | ------ | ---- |
| 2022 | 第58屆百想藝術大獎   | 電影部門最佳男主角     | 鄭宇   | 提名 |
| 2022 | 第58屆百想藝術大獎   | 電影部門最佳新人男演員 | 李洪耐 | 獲獎 |
| 2022 | 第27屆春史國際電影節 | 最佳新人男演員         | 李洪耐 | 提名 |
| 2022 | 第31屆釜日電影獎     | 最佳新人男演員         | 李洪耐 | 提名 |